# Efecto Gunn-Peterson

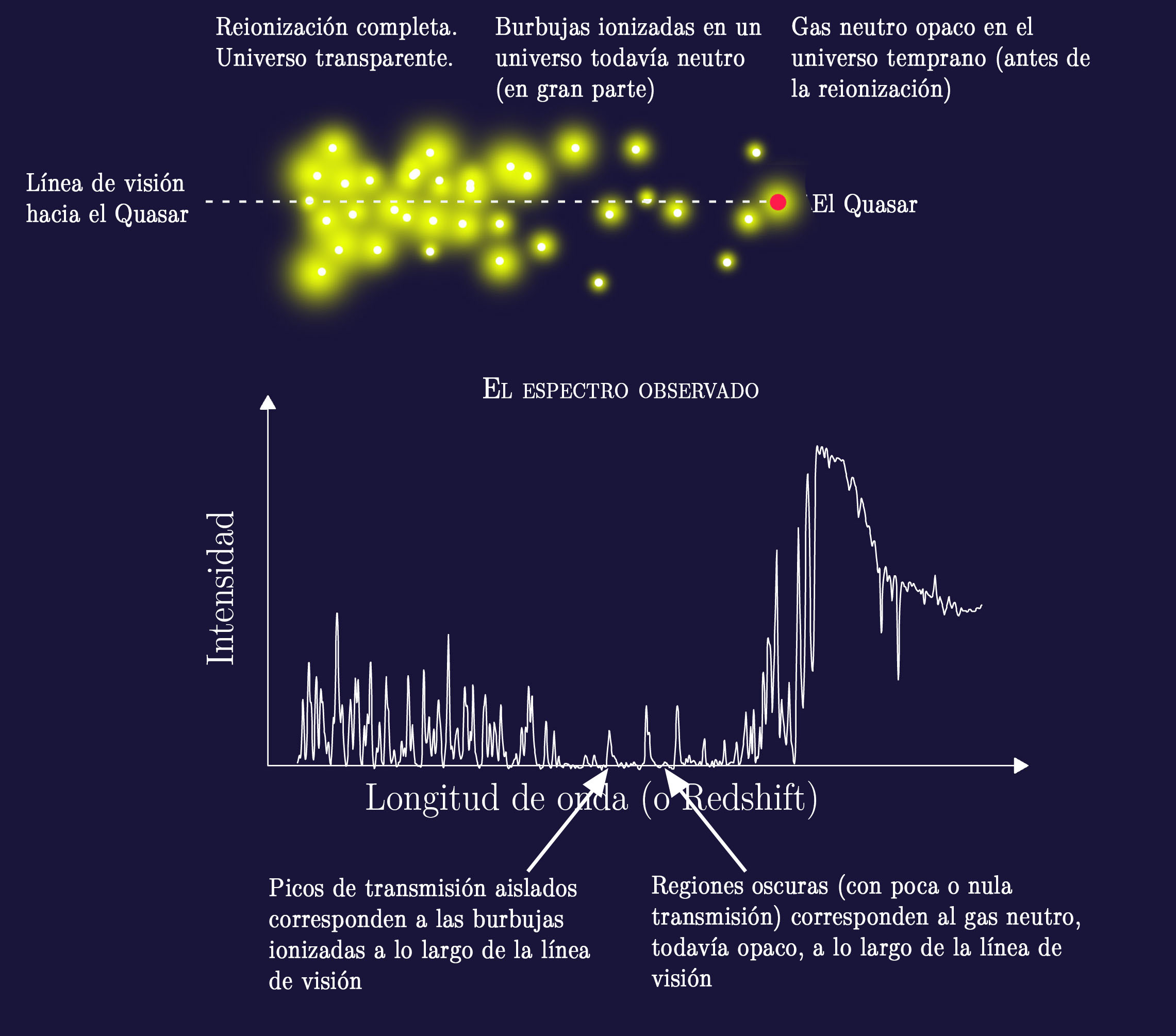
Efectos de la reionización sobre el espectro de un Quasar.

En espectroscopia astronómica, el canal de Gunn-Peterson es una característica del  espectros de cuásares debido a la presencia de hidrógeno neutro en el  Medio intergaláctico (IGM). El canal se caracteriza por la supresión de  emisión electromagnética del quasar en longitudes de onda menores que la de  Lyman-alpha en el desplazamiento al rojo de la luz emitida. Este efecto fue predicho originalmente en 1965 por  James E. Gunn y  Bruce Peterson.

## Primera detección
Durante más de tres décadas después de la predicción, no se encontraron objetos lo suficientemente distantes como para mostrar el canal de Gunn-Peterson. No fue hasta 2001, con el descubrimiento de un quasar con un corrimiento al rojo z = 6.28 por Robert Becker y otros utilizando datos de Sloan Digital Sky Survey, que finalmente se observó un canal de Gunn-Peterson. El documento también incluía cuásares con desplazamientos al rojo de z = 5.82 y z = 5.99, y, mientras que cada uno de ellos mostraba una absorción en longitudes de onda en el lado azul de la transición Lyman-alfa, también había numerosos picos en el flujo. Sin embargo, el flujo del quasar en z = 6.28 fue efectivamente cero más allá del límite de Lyman-alfa, lo que significa que la fracción de hidrógeno neutro en el IGM debe haber sido mayor que ~ 10  −3 .

## Evidencia para la reionización
El descubrimiento del canal en el cuásar a z = 6.28, y la ausencia del canal en los cuásares detectados en desplazamientos al rojo justo por debajo de z = 6 presentaron pruebas sólidas de que el hidrógeno en el universo ha experimentado una transición de neutral a ionizado alrededor de z = 6. Después de la  recombinación, se esperaba que el universo fuera neutral, hasta que los primeros objetos en el universo comenzaran a emitir luz y energía que  reionizar la IGM circundante. Sin embargo, como la sección eficaz de dispersión de fotones con energías cercanas al límite de Lyman-alfa con hidrógeno neutro es muy alta, incluso una pequeña fracción de hidrógeno neutro hará que profundidad óptica de la IGM sea lo suficientemente alta como para causar la Supresión de la emisión observada. A pesar de que la proporción de hidrógeno neutro a hidrógeno ionizado puede no haber sido particularmente alta, el bajo flujo observado más allá del límite de Lyman-alfa indica que el universo estaba en las etapas finales de reionización.
Tras la primera publicación de datos de la nave espacial WMAP en 2003, la determinación por parte de Becker de que el final de la reionización ocurrió en z 6 pareció entrar en conflicto con las estimaciones realizadas a partir de la medición WMAP de la densidad de la columna de electrones. Sin embargo, los datos de WMAP III publicados en 2006 ahora parecen estar mucho mejor de acuerdo con los límites de reionización establecidos por la observación del canal de Gunn-Peterson.